# Coelorachis rottboellioides
Coelorachis rottboellioides är en gräsart som först beskrevs av Robert Brown, och fick sitt nu gällande namn av Aimée Antoinette Camus. Coelorachis rottboellioides ingår i släktet Coelorachis, och familjen gräs. Inga underarter finns listade i Catalogue of Life.